# 圣德尼圣体堂
圣德尼圣体堂（Église Saint-Denys-du-Saint-Sacrement）是一座罗马天主教堂区教堂，位于巴黎第三区Turenne街70号，典型的19世纪新古典主义建筑。附近有地铁圣塞巴斯蒂安-弗鲁瓦萨尔站。

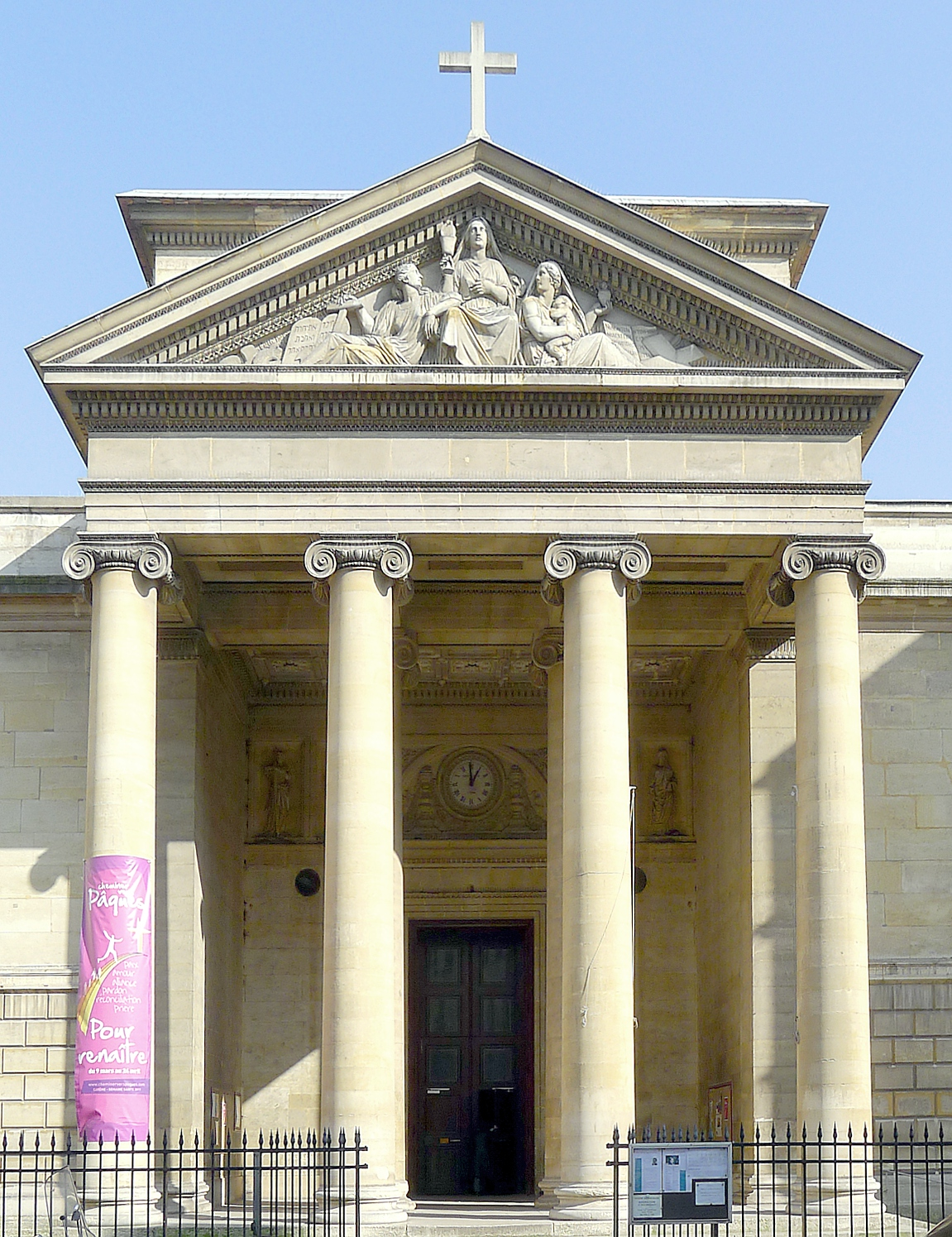
立面
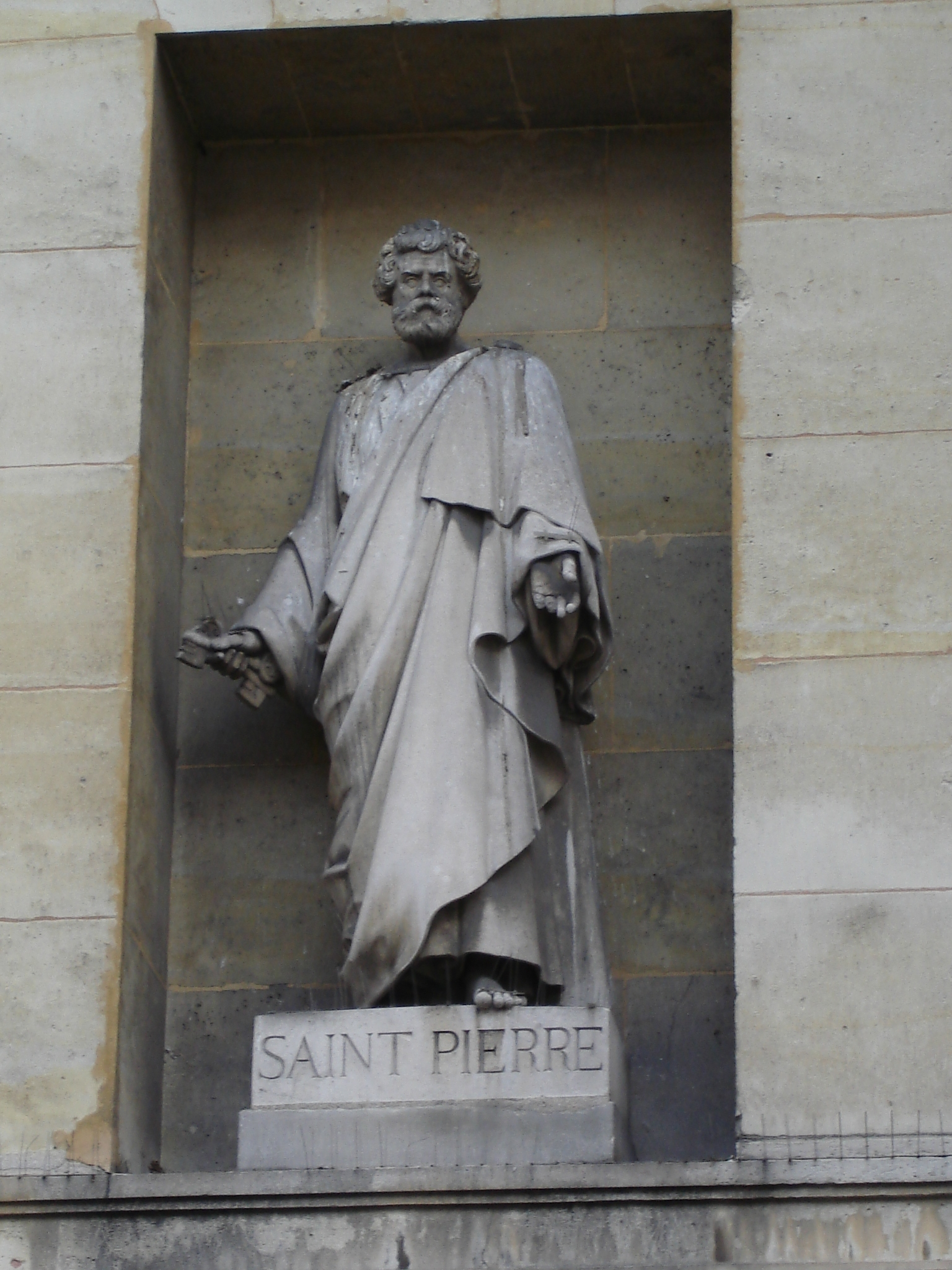
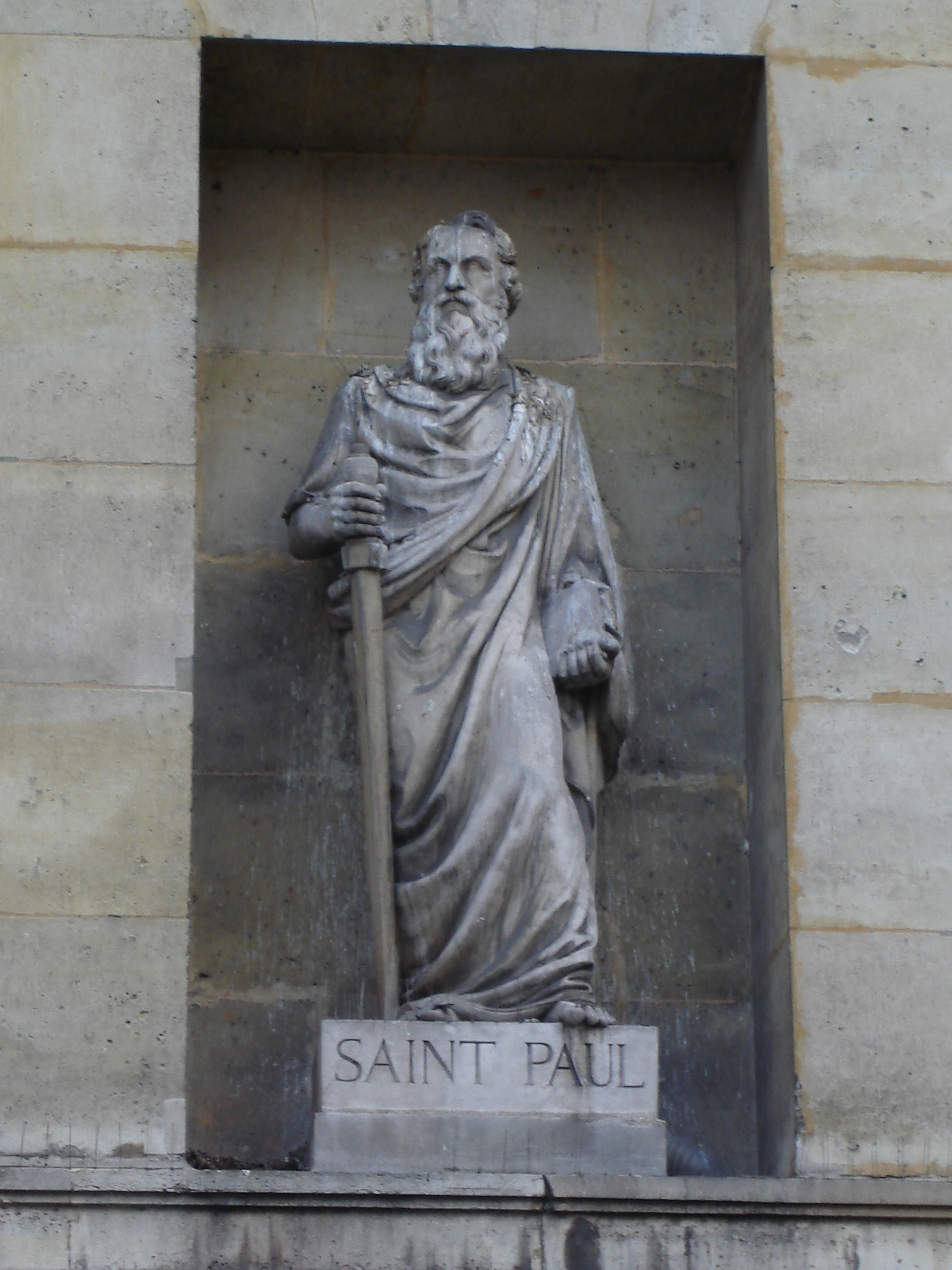
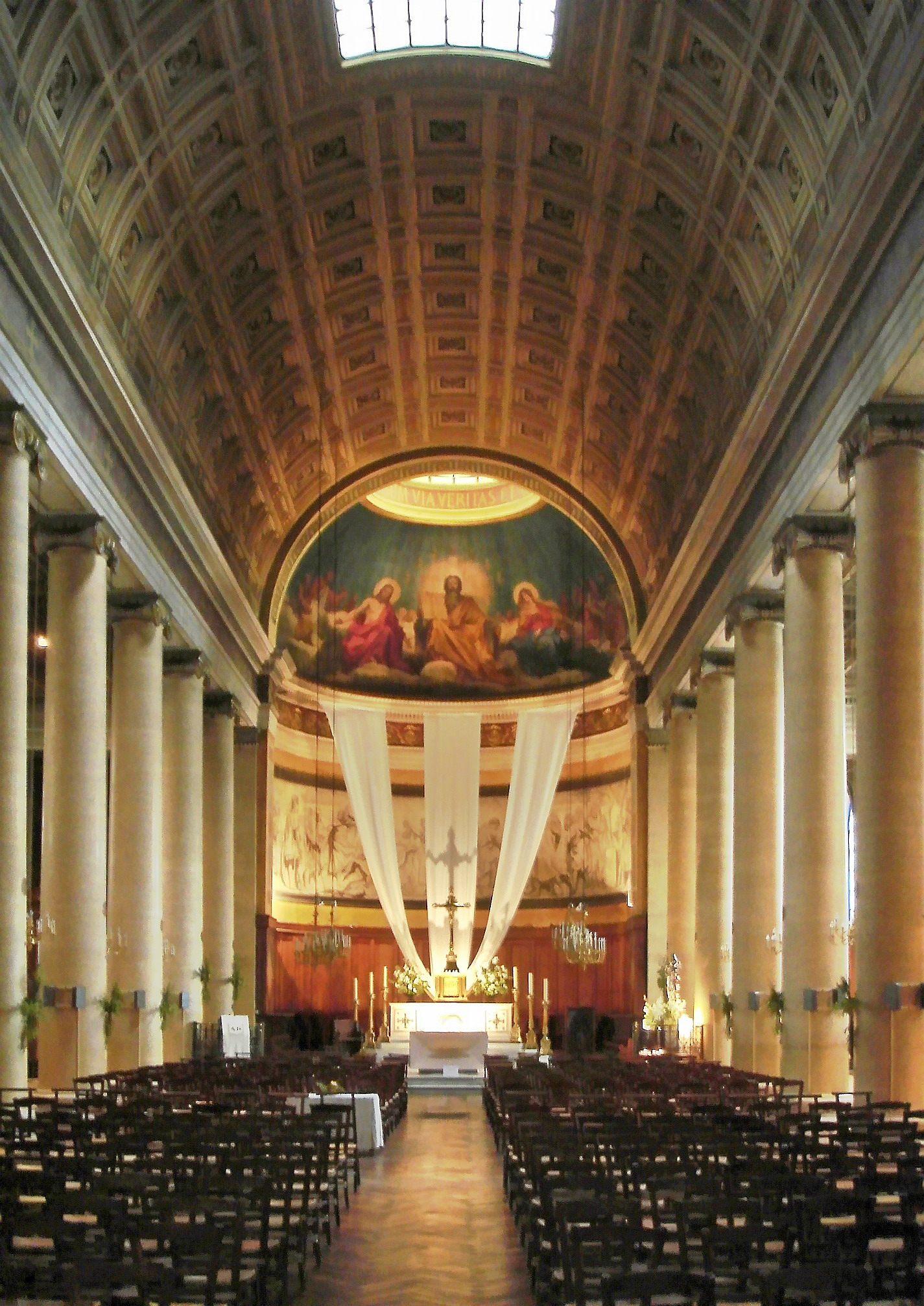
内部
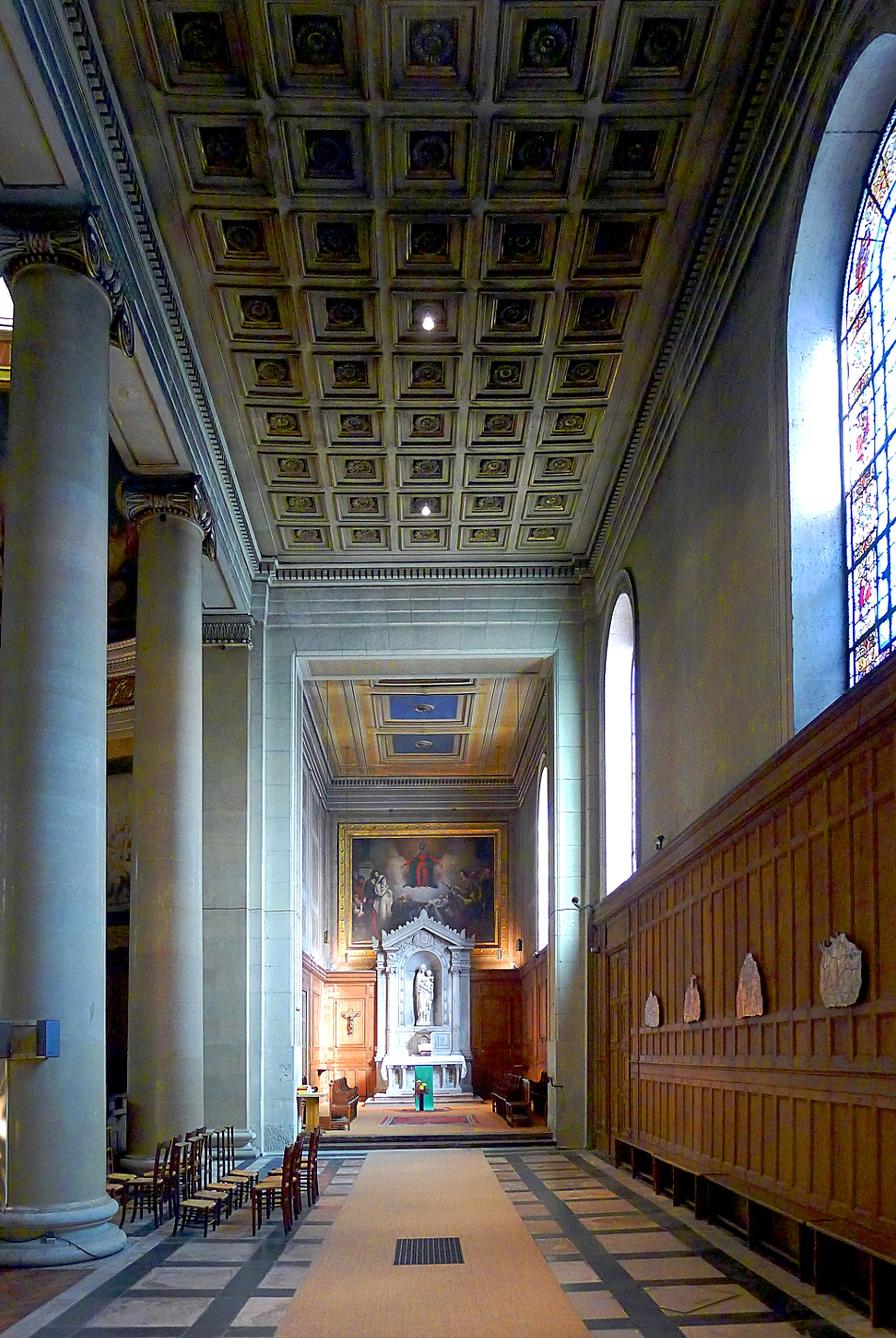
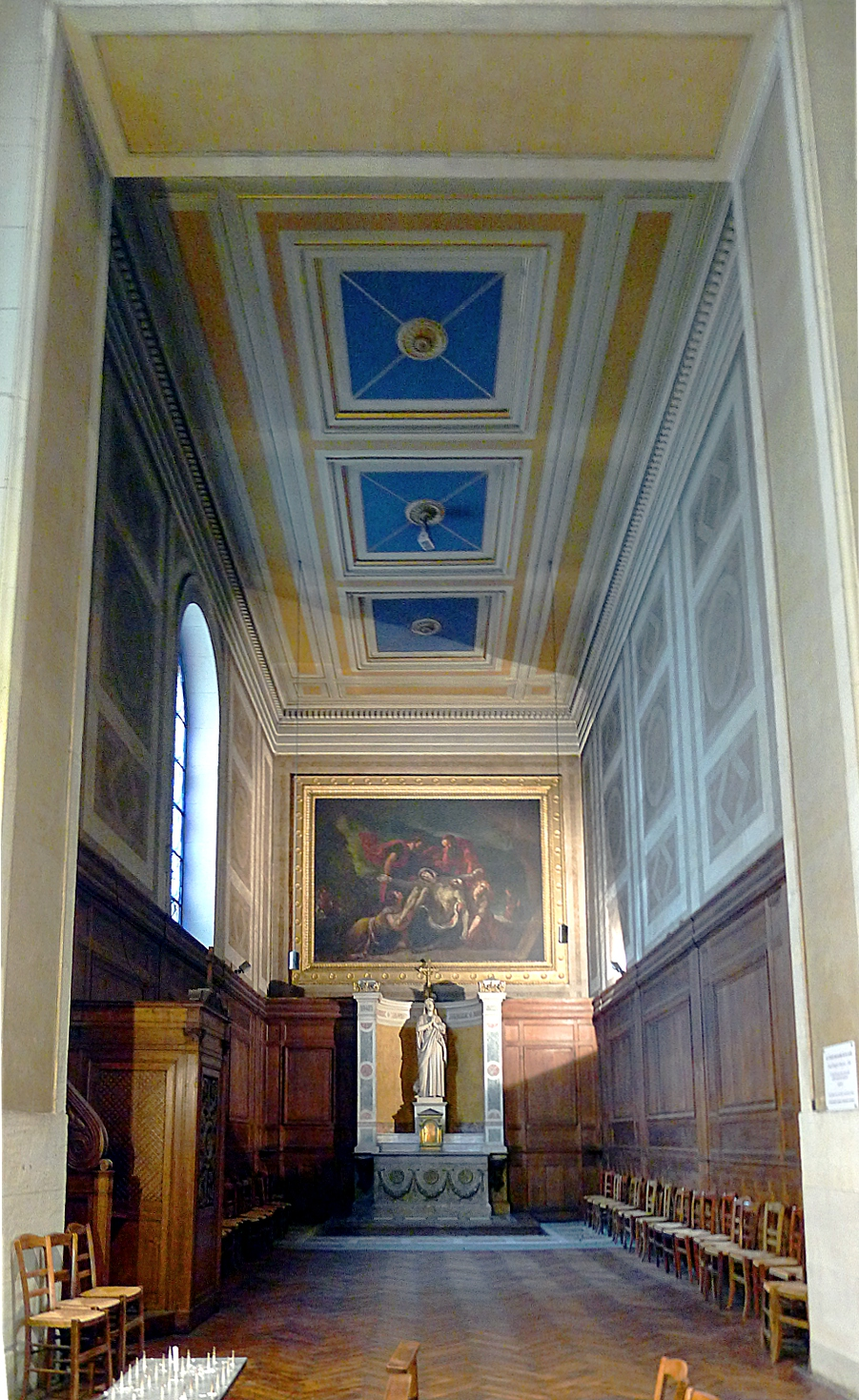
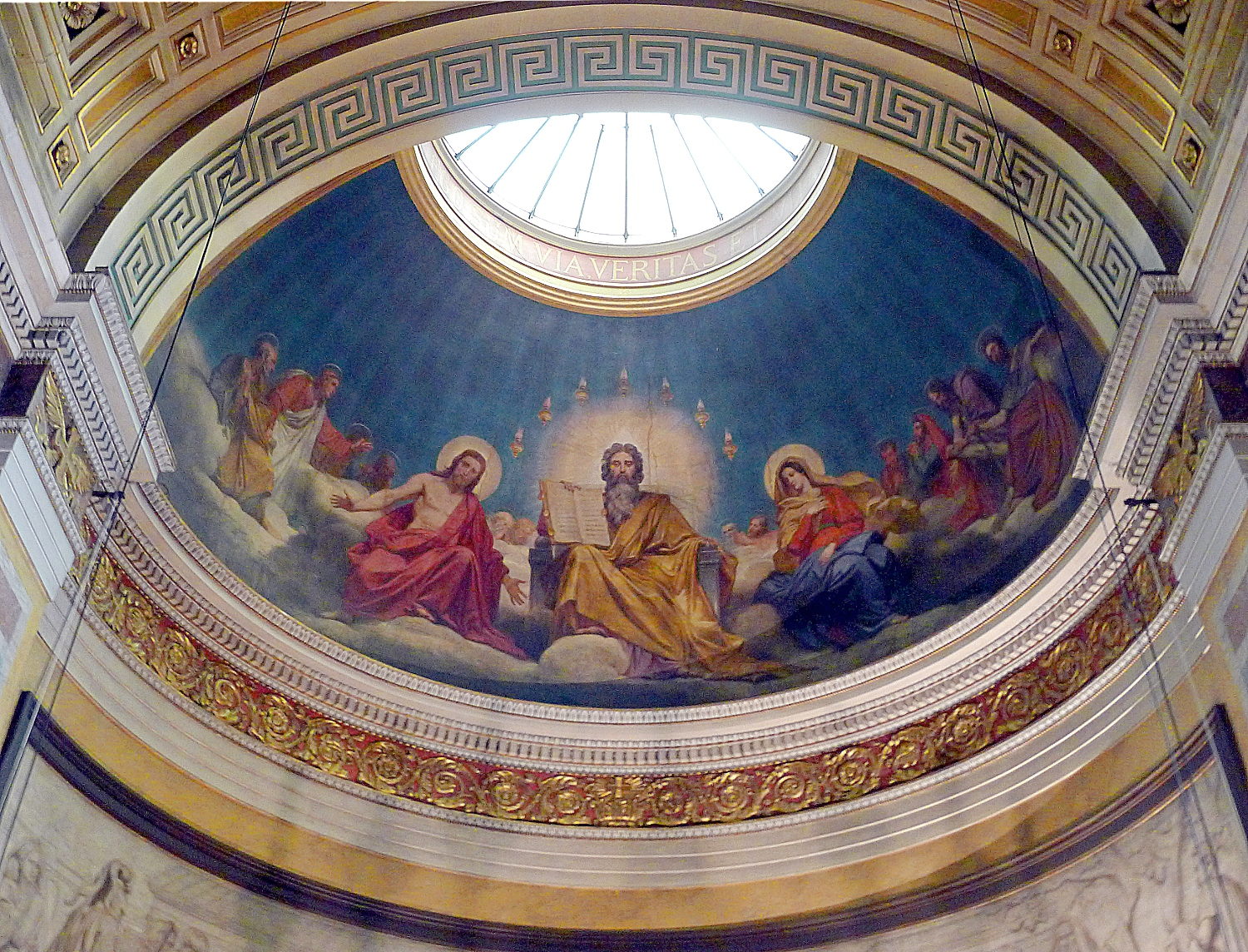
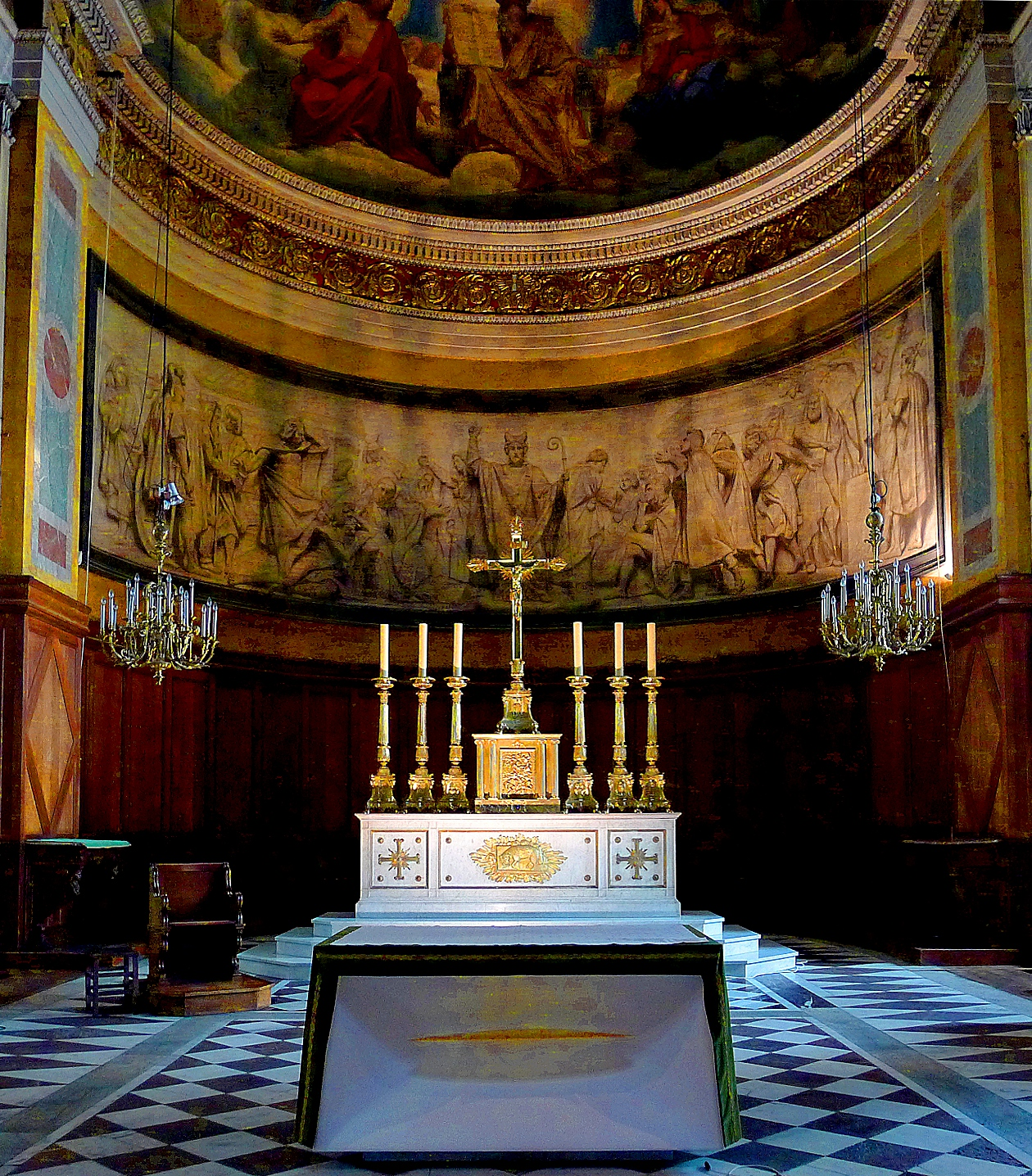
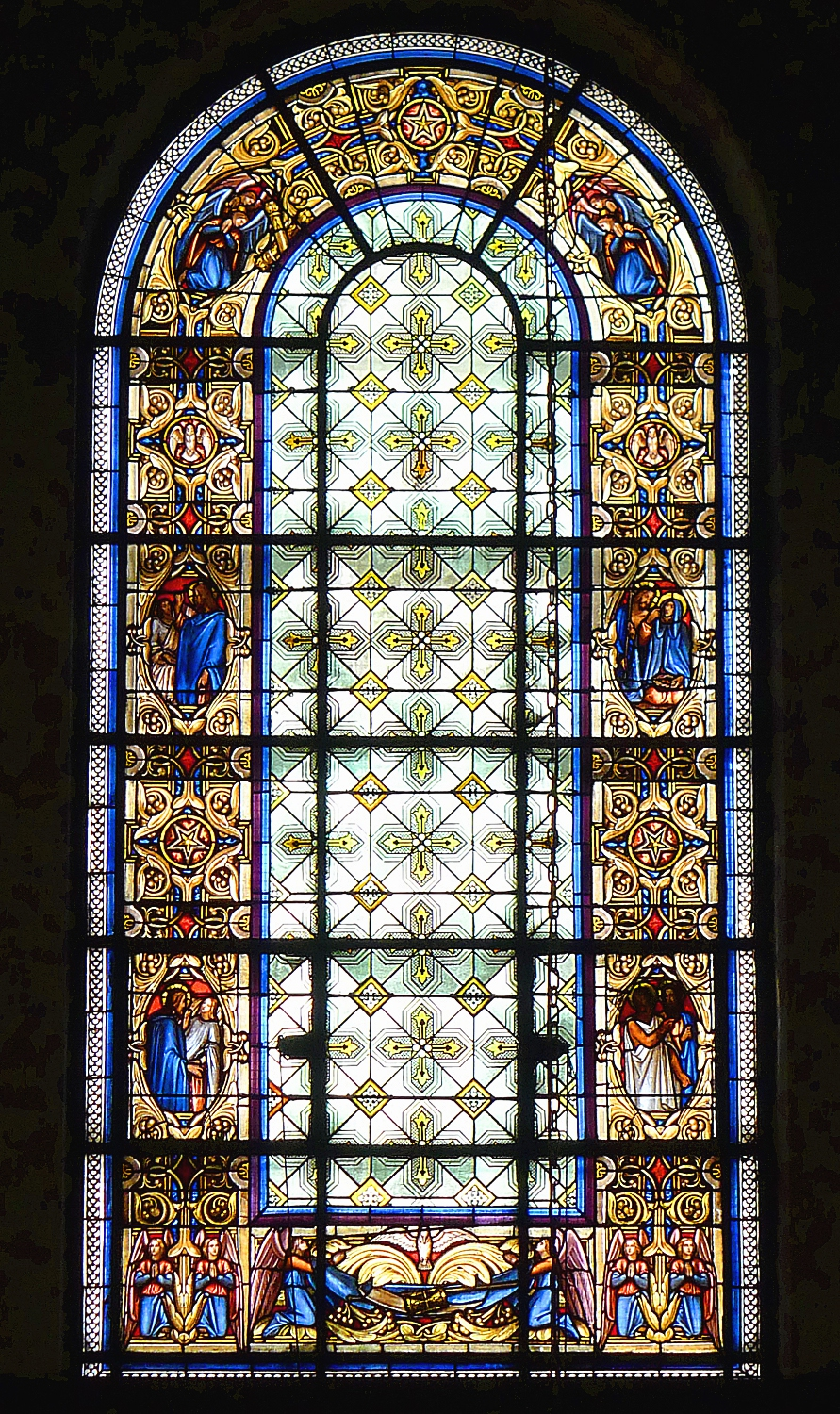
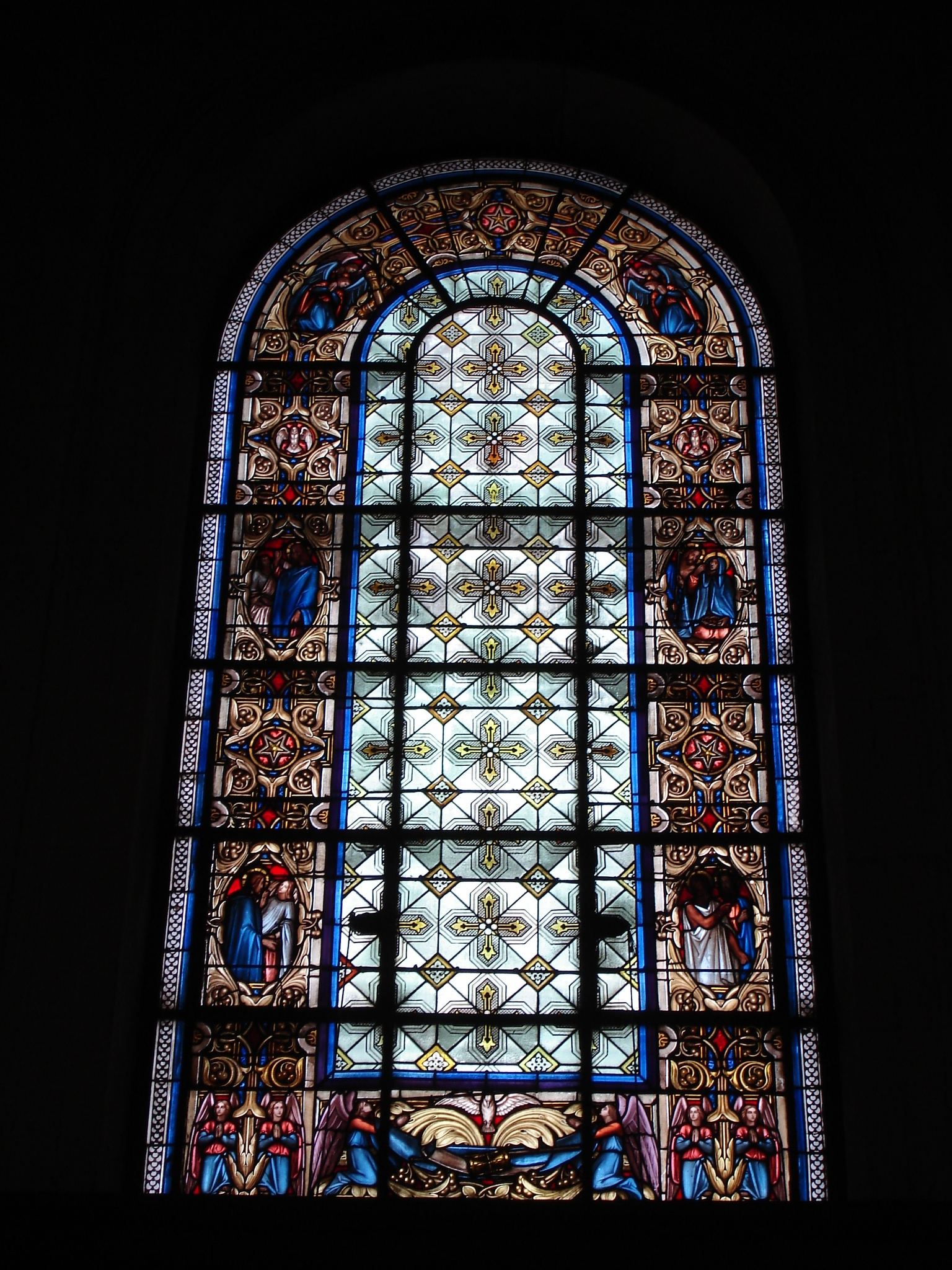